# Amélia Rodrigues
Amélia Rodrigues este un oraș în unitatea federativă Bahia (BA) din Brazilia.